# Enea Bastianini
Enea Bastianini  (Rímini, Italia; 30 de diciembre de 1997) es un piloto de motociclismo Italiano. Ha sido campeón del Campeonato Mundial de Motociclismo de Moto2 en 2020, y tercero y subcampeón de la categoría de Moto3 en 2015 y 2016 respectivamente. Desde la temporada 2022 compite en la categoría reina de MotoGP, de la que resultó tercero en su temporada de debut con el Gresini Racing. Desde 2025 es piloto del KTM Factory Racing Tech 3 junto a Maverick Viñales.

## Biografía

### Primeros años
Bastianini primero montó una minimoto de edad de sólo 3 años y 3 meses: de ahí su número de carrera, 33. Después de una carrera exitosa en carreras de minimoto, Bastianini corrió con éxito en varias categorías, incluso el Honda HIRP Trophy 100cc, el Campeonato italiano de MiniGP 70cc y el trofeo Honda NSF250R, donde terminó como el campeón durante la temporada de 2012. En 2013, Bastianini compitió en el Red Bull MotoGP Rookies Cup, donde tomó dos victorias en camino a un cuarto lugar final en el campeonato. Bastianini también hizo sus primeros pasos en Moto3, participando en cinco carreras del Campeonato italiano.

### Moto3

#### 2014
En 2014, Bastianini debutó en el Campeonato del Mundo de Moto3 para el Team GO & FUN Moto3. [2] Bastianini anotó sus primeros puntos en su segunda salida, terminando 13.º en el Circuito de las Américas en Texas, comenzando una carrera de cuatro puntos consecutivos con puntajes. Ocupó los diez primeros lugares en los grandes premios argentinos, españoles y franceses. Después de no terminar su carrera en casa en Mugello, Bastianini tomó su primer podio con un segundo lugar en Cataluña; agregó otro segundo lugar en la República Checa y un tercer puesto en la siguiente carrera en Gran Bretaña. Bastianini terminó la temporada noveno en el campeonato de pilotos.

#### 2015
En la temporada 2015, Bastianini emergió como uno de los candidatos al título, al  conseguir cinco podios, incluyendo cuatro segundos puestos, y dos pole positions en las primeras once carreras de la temporada. En Misano en septiembre, Bastianini obtuvo su primera victoria mundialista; Bastianini fue parte de un grupo de cinco pilotos que batallaron toda la carrera y se llevó la victoria por solo 37 milésimas sobre Miguel Oliveira. Bastianini terminó la temporada en el tercer lugar en la clasificación final con 207 puntos.

#### 2016
En la temporada 2016 se mantuvo en el mismo equipo, como compañero de equipo de Fabio Di Giannantonio. Esta temporada se vio obligado a perderse el Gran Premio de Francia debido a una lesión en una mano. Obtuvo su primer podio de la temporada en Cataluña, donde completó la carrera en tercera posición. Obtuvo también tres poles (Países Bajos, Alemania y Aragón), un segundo lugar (San Marino) y tres terceros lugares (Alemania, Austria y Aragón). Consiguió su primera victoria de la temporada en Japón. Esta temporada se vio obligado a perderse el Gran Premio de Malasia debido a una fractura en la vértebra T9 ocurrida en el Gran Premio de Australia. Su lugar en el equipo, para esta carrera, fue tomado por el joven piloto japonés Ayumu Sasaki. Terminó la temporada en segundo lugar en la clasificación de pilotos con 177 puntos.

## Resultados

### Campeonato del Mundo de Motociclismo
Sistema de puntuación de 1993 hasta 2022:
| Posición | 1.º | 2.º | 3.º | 4.º | 5.º | 6.º | 7.º | 8.º | 9.º | 10.º | 11.º | 12.º | 13.º | 14.º | 15.º |
| Puntos   | 25  | 20  | 16  | 13  | 11  | 10  | 9   | 8   | 7   | 6    | 5    | 4    | 3    | 2    | 1    |

Sistema de puntuación desde 2023 en adelante:
| Posición       | 1.º | 2.º | 3.º | 4.º | 5.º | 6.º | 7.º | 8.º | 9.º | 10.º | 11.º | 12.º | 13.º | 14.º | 15.º |
| Puntos         | 25  | 20  | 16  | 13  | 11  | 10  | 9   | 8   | 7   | 6    | 5    | 4    | 3    | 2    | 1    |
| Carrera sprint | 12  | 9   | 7   | 6   | 5   | 4   | 3   | 2   | 1   |      |      |      |      |      |      |

#### Por categoría
| Cat.   | Temp.         | 1.er Gran Premio | 1.er Podio      | 1.ª Victoria    | Carreras | Victorias | Podios | Poles | V.Ráp. | Pts  | CM |
| ------ | ------------- | ---------------- | --------------- | --------------- | -------- | --------- | ------ | ----- | ------ | ---- | -- |
| Moto3  | 2014-18       | Catar 2014       | Cataluña 2014   | San Marino 2015 | 88       | 3         | 24     | 9     | 3      | 829  | -  |
| Moto2  | 2019-20       | Catar 2019       | Rep. Checa 2019 | Andalucía 2020  | 33       | 3         | 8      | 0     | 2      | 302  | 1  |
| MotoGP | 2021          | Catar 2021       | San Marino 2021 | Catar 2022      | 66       | 7         | 17     | 2     | 7      | 786  | -  |
| Total  | 2014-presente | 2014-presente    | 2014-presente   | 2014-presente   | 182      | 12        | 47     | 11    | 12     | 1917 | 1  |

#### Por temporada
| Temp. | Cat.   | Moto   | Equipo                    | Carreras | Victorias | Podios | Poles | VRap | Pts. | Pos. |
| ----- | ------ | ------ | ------------------------- | -------- | --------- | ------ | ----- | ---- | ---- | ---- |
| 2014  | Moto3  | KTM    | GO&FUN Gresini Moto3      | 18       | 0         | 3      | 0     | 0    | 127  | 9.º  |
| 2015  | Moto3  | Honda  | Gresini Racing Team Moto3 | 18       | 1         | 6      | 4     | 2    | 207  | 3.º  |
| 2016  | Moto3  | Honda  | Gresini Racing Team Moto3 | 16       | 1         | 6      | 3     | 0    | 177  | 2.º  |
| 2017  | Moto3  | Honda  | Estrella Galicia 0,0      | 18       | 0         | 3      | 1     | 0    | 141  | 6.º  |
| 2018  | Moto3  | Honda  | Leopard Racing            | 18       | 1         | 6      | 1     | 1    | 177  | 4.º  |
| 2019  | Moto2  | Kalex  | Italtrans Racing Team     | 18       | 0         | 1      | 0     | 0    | 97   | 10.º |
| 2020  | Moto2  | Kalex  | Italtrans Racing Team     | 15       | 3         | 7      | 0     | 2    | 205  | 1.º  |
| 2021  | MotoGP | Ducati | Esponsorama Racing        | 18       | 0         | 2      | 0     | 1    | 102  | 11.º |
| 2022  | MotoGP | Ducati | Gresini Racing MotoGP     | 20       | 4         | 6      | 1     | 3    | 219  | 3.º  |
| 2023  | MotoGP | Ducati | Ducati Lenovo Team        | 11       | 1         | 1      | 0     | 2    | 88   | 15.º |
| 2024  | MotoGP | Ducati | Ducati Lenovo Team        | 20       | 2         | 9      | 1     | 1    | 386  | 4.º  |
| 2025  | MotoGP | KTM    | Red Bull KTM Tech3        |          |           |        |       |      | *    | *    |
| Total | Total  | Total  | Total                     | 193      | 13        | 50     | 11    | 12   | 1933 |      |

- * Temporada en progreso.

#### Carreras por año
| Año  | Cat.   | Moto   | 1          | 2        | 3       | 4        | 5       | 6       | 7        | 8        | 9         | 10       | 11       | 12       | 13      | 14      | 15       | 16      | 17     | 18      | 19      | 20        | 21  | 22  | Pos. | Pts. |
| ---- | ------ | ------ | ---------- | -------- | ------- | -------- | ------- | ------- | -------- | -------- | --------- | -------- | -------- | -------- | ------- | ------- | -------- | ------- | ------ | ------- | ------- | --------- | --- | --- | ---- | ---- |
| 2014 | Moto3  | KTM    | QAT 16     | AME 13   | ARG 10  | SPA 9    | FRA 7   | ITA Ret | CAT 2    | NED Ret  | GER 15    | IND 11   | CZE 2    | GBR 3    | RSM 5   | ARA 6   | JPN 8    | AUS Ret | MAL 10 | VAL 11  |         |           |     |     | 9.º  | 127  |
| 2015 | Moto3  | Honda  | QAT 2      | AME 4    | ARG 9   | SPA 9    | FRA 2   | ITA 5   | CAT 2    | NED 6    | GER 3     | IND 6    | CZE 2    | GBR Ret  | RSM 1   | ARA Ret | JPN 7    | AUS Ret | MAL 8  | VAL 8   |         |           |     |     | 3.º  | 207  |
| 2016 | Moto3  | Honda  | QAT 5      | ARG 17   | AME 6   | SPA 8    | FRA     | ITA 12  | CAT 3    | NED Ret  | GER 3     | AUT 3    | CZE 4    | GBR 7    | RSM 2   | ARA 3   | JPN 1    | AUS Ret | MAL    | VAL 4   |         |           |     |     | 2.º  | 177  |
| 2017 | Moto3  | Honda  | QAT 16     | ARG 27   | AME 4   | SPA 8    | FRA 6   | ITA 11  | CAT 4    | NED Ret  | GER 6     | CZE 17   | AUT 10   | GBR 2    | RSM 14  | ARA 3   | JPN 16   | AUS 5   | MAL 3  | VAL 5   |         |           |     |     | 6.º  | 141  |
| 2018 | Moto3  | Honda  | QAT Ret    | ARG 4    | AME 2   | SPA Ret  | FRA Ret | ITA 6   | CAT 1    | NED 3    | GER Ret   | CZE 4    | AUT 2    | GBR C    | RSM Ret | ARA 3   | THA Ret  | JPN 7   | AUS 8  | MAL 3   | VAL 5   |           |     |     | 4.º  | 177  |
| 2019 | Moto2  | Kalex  | QAT 9      | ARG 9    | AME 9   | SPA 11   | FRA 7   | ITA 6   | CAT 5    | NED Ret  | GER 14    | CZE 3    | AUT Ret  | GBR DNS  | RSM 9   | ARA 24  | THA 11   | JPN 7   | AUS 17 | MAL 24  | VAL 14  |           |     |     | 10.º | 97   |
| 2020 | Moto2  | Kalex  | QAT 3      | SPA 9    | AND 1   | CZE 1    | AUT Ret | EST 10  | RSM 3    | ERM 1    | CAT 6     | FRA 11   | ARA 2    | TER 3    | EUR 4   | VAL 6   | POR 5    |         |        |         |         |           |     |     | 1.º  | 205  |
| 2021 | MotoGP | Ducati | QAT 10     | DOH 11   | POR 9   | SPA Ret  | FRA 14  | ITA Ret | CAT 10   | GER 16   | NED 15    | EST 12   | AUT Ret  | GBR 12   | ARA 6   | RSM 3   | AME 6    | ERM 3   | ALG 9  | VAL 8   |         |           |     |     | 11.º | 102  |
| 2022 | MotoGP | Ducati | QAT 1      | INA 11   | ARG 10  | AME 1    | POR Ret | SPA 8   | FRA 1    | ITA Ret  | CAT Ret   | GER 10   | NED 11   | GBR 4    | AUT Ret | RSM 2   | ARA 1    | JPN 9   | THA 6  | AUS 5   | MAL 2   | VAL 8     |     |     | 3.º  | 219  |
| 2023 | MotoGP | Ducati | POR INJRet | ARG INJ  | AME INJ | SPA INJ  | FRA INJ | ITA 9   | GER 810  | NED Ret8 | GBR Ret13 | AUT 1013 | CAT Ret9 | RSM INJ  | IND INJ | JPN INJ | INA 87   | AUS 10C | THA 13 | MAL 14  | QAT 820 | VAL Ret15 |     |     | 15.º | 84   |
| 2024 | MotoGP | Ducati | QAT 56     | POR 26   | AME 36  | SPA 5Ret | FRA 4   | CAT 185 | ITA 2Ret | NED 34   | GER 4     | GBR 1    | AUT 34   | ARA 57   | RSM 34  | ERM 13  | INA Ret2 | JPN 42  | AUS 53 | THA 141 | MAL 3   | SLD 72    |     |     | 4.º  | 386  |
| 2025 | MotoGP | KTM    | THA 918    | ARG 1714 | AME 713 | QAT 1113 | SPA 914 | FRA 13  | GBR 1715 | ARA 1217 | ITA Ret11 | NED 913  | GER INJ  | CZE Ret3 | AUT 57  | HUN     | CAT      | RSM     | JPN    | INA     | AUS     | MAL       | POR | VAL | 14.º | 63   |

| Color     | Resultado                                                               |
| --------- | ----------------------------------------------------------------------- |
| Oro       | Ganador                                                                 |
| Plata     | 2.ª plaza                                                               |
| Bronce    | 3.ª plaza                                                               |
| Verde     | Finalizó en los puntos                                                  |
| Azul      | Finalizó sin puntos                                                     |
| Azul      | NC - No clasificado                                                     |
| Violeta   | Ret - No terminó (Carrera)                                              |
| Rojo      | DNQ - No se clasificó                                                   |
| Negro     | DSQ - Descalificado                                                     |
| Blanco    | DNS - No empezó (carrera)                                               |
| Blanco    | WD - Retirado (fin de semana)                                           |
| Blanco    | C - Carrera cancelada                                                   |
| Sin color | DNP - Inscrito pero no participó                                        |
| Sin color | INJ - Lesionado                                                         |
| Sin color | EX - Excluido                                                           |
| Estado    | Resultado                                                               |
| Negrita   | Pole position                                                           |
| Cursiva   | Vuelta rápida                                                           |
| x         | Posición en carrera sprint                                              |
| †         | Abandona, pero clasifica al completar el porcentaje requerido para ello |

## Títulos
| Predecesor: Álex Márquez | Campeón Mundial de Moto2 2020 | Sucesor: Remy Gardner |